# 集成光电子学国家重点实验室
集成光电子学国家重点实验室是位于中国北京市的一个国家重点实验室，由清华大学、吉林大学和中国科学院半导体研究所共同组建，1991年1月经过验收对外开放。实验室主要研究领域包括集成光电材料器件相关技术、光电材料在光纤通信网络中应用技术等。